# نانسى عكيل
نانسي عقيل ناشطة مصرية وعالمة، متخصصة في الديمقراطية وقوة علاقات المساعدات الخارجية. في عام 2013، حكم على عقيل غيابيا بالسجن خمس سنوات امام المحكمة المصرية في القضية المثيرة للجدل ضد المنظمات المحلية والأجنبية.
وقد تحدثت عقيل علنا عن سياسة الشرق الأوسط والمجتمع المدني، وتحدثت في جامعة برينستون، وجامعة ستانفورد، وجامعة جونز هوبكنز، وجامعة تافتس، وجامعة جورج تاون. وقد ظهرت مقابلاتها ومقالتها في المجلات الدولية ووسائل الإعلام مثل سي إن إن والأطلسي، هافينغتون بوست، آل مونيتور، نير، وكايرو ريفيو واشنطن بوست

## نظرة عامة
وقد ظهرت قصة عقيل، كمتهمة رقم 34 في القضية المثيرة للجدل في المحاكم المصرية ضد المنظمات غير الحكومية المحلية والأجنبية، في العديد من وسائل الإعلام الدولية (نيويورك تايمز، وواشنطن بوست، وجلوبال بوست). وتعرف عقيل بشكل خاص بعملها ضد الحكومة المصرية، وقد عرفت بقرأتها جورج أورويل أثناء انتظار المحاكمة في القفص في قاعة المحكمة المصرية، بعد انتظارها ومحاكمتها في هذا القفص لمدة ستة أشهر، حكم عليها أخيرا بالسجن خمس سنوات في 4 يونيو 2013، غيابيا أثناء وجودها في الولايات المتحدة. وهي حاليا غير قادرة على العودة إلى مصر حيث تعيش عائلتها، بما في ذلك ابنها وابنتها التوأم البالغين من العمر أربع سنوات.
و تشغل عقيل حاليا منصب المدير التنفيذي لمعهد التحرير لسياسة الشرق الأوسط في العاصمة واشنطن. وقبل توليها هذا المنصب، كانت مديرة برنامج دار الحرية في مصر. لديها أكثر من 13 عاما من الخبرة في تعزيز الديمقراطية والتنمية في منطقة الشرق الأوسط / شمال أفريقيا، وهي باحث زائر في كلية الدراسات الدولية المتقدمة في جامعة جونز هوبكنز.
في السابق، عملت عقيل مع الحكومة المصرية كموظف تقييم أولي للمساعدات الخارجية، وأدارت برامج للمنظمات المصرية المؤيدة للديمقراطية التي تحدت نظام مبارك. وفي صيف عام 2005، جاءت إلى الولايات المتحدة لإكمال زمالة في مركز تطوير الديمقراطية وسيادة القانون بجامعة ستانفورد. انتقلت بعد ذلك إلى المملكة المتحدة لدراسات الدكتوراه في معهد دراسات التنمية في جامعة ساسكس عندما حصلت على منحة تشفنينج البريطانية.
في عام 2011، عاد عكايل إلى مصر للمشاركة في النضال من أجل التحول الديمقراطي بعد ثورة 25 يناير. بعد وصولها بفترة وجيزة تعرضت للمضايقات من قبل أمن الدولة حتى تمت محاكمتها في محاكمة المنظمات غير الحكومية. أساتذتها وزملاؤها في جامعة ستانفورد وجامعة ساسكس أيدوا بقوة براءة عقيل وكانوا ضد ظلم الحكومة المصرية. وأظهروا دعمهم من خلال الكتابة على نطاق واسع للدعوة لها من الخارج. وكان من مؤيديها جامعة ستانفورد، لورانس حداد، ونيسان أدلبارفار من معهد دراسات للتنمية.

## محاكمة المنظمات غير الحكومية
على الرغم من الصداقة تاريخية بين مصر وأمريكا، أصبحت العلاقات المصرية الأمريكية متوترة خلال الثورة المصرية عام 2011. في ذلك الوقت حاول مسؤولون حكوميون أمريكيون تشجيع الرئيس آنذاك حسني مبارك على إجراء الإصلاحات الحكومية والسماح بالاحتجاجات السلمية والامتناع عن استخدام العنف ضد المتظاهرين. وتراجعت العلاقات بين الدولتين عندما داهمت السلطات المصرية مكاتب 17 منظمة غير حكومية محلية وأجنبية من بينها المعهد الجمهوري الدولي ودار الحرية والمؤسسة الديمقراطية الوطنية ومؤسسة كونراد آديناور الألمانية.
تم القبض على عمال المنظمات غير الحكومية، الذي تم مداهمة مكاتبهم في 29 ديسمبر / كانون الأول 2011، بسبب ادعاءات بتمويل غير قانوني من جهات مانحة أجنبية، يعملون بدون تصاريح قانونية، وأثاروا الاضطرابات في مصر. ردت الولايات المتحدة بتهديدها بوقف حزمة مساعدات عسكرية بقيمة 1.3 مليار دولار لمصر، ووصفت الغارات بأنها هجوم على القيم الديمقراطية.
ومع تورط العديد من العاملين في المنظمات غير الحكومية الأمريكية، ردت الولايات المتحدة بسرعة لضمان الإفراج عن السجناء في الوقت المناسب. ولكن المسؤولين الحكوميين المصريين رفضوا السماح للمتهمين بمغادرة البلاد والمضي قدما مع النيابة العامة. وقد تم وضع سبعة من الأمريكيين المتورطين على قائمة الممنوعين من السفر، ووصفت وسائل الإعلام المصرية القضية بأنها «معركة من أجل السيادة الوطنية ضد التدخل الاجنبى».
ومع ذلك، بالنسبة لعقيل، كانت المحاكمة فرصة للتعبير عن المخاوف بشأن حقوق الإنسان والحريات في مصر والعلاقة الهشة والمتقلبة بين مصر والولايات المتحدة. وقال عكايل لصحيفة نيويورك تايمز "عندما تقرر الولايات المتحدة مجرد التخلي عن المساعدات العسكرية لمصر دون النظر في العواقب علينا"، ذلك يرسل رسالة مفادها أن الغرب والولايات المتحدة لا يهتمان بالديمقراطية وحقوق الإنسان هم فقط مهتمون بالاستقرار الاستراتيجي، ونحن المدعى عليهم شعرنا بالخيانة، والمعركة التي نقاتلها في هذا القفص، وندعو إلى إعدامنا، ليست معركة من أجل حريتنا بل معركة لتحرير المجتمع المدني المصري ".
و جذبت عقيل اهتمام وسائل الإعلام الدولية بسبب مقاومتها أثناء المحاكمة، وقد كانت تجلس عقيل في قفص المدعى عليهم في قاعة المحكمة، تقرأ نسخة من كتاب جورج أورويل (التحية إلى كاتالونيا)، وهو الأمر الذي دعا المحلل السياسي توماس فريدمان ليقول أن «مقاومة للنظام العسكري المصري الذي قدم للمحاكمة دعاة الديمقراطية الذين تجرأوا على المشاركة مع المصريين في تعزيز الديمقراطية في بلد يفترض ان لديه ثورة ديمقراطية».
وتمكن الأمريكيون الذين كانوا محاكمين من مغادرة البلاد بعد إطلاق سراحهم بكفالة، وظلت عقيل وزملاؤها من المدعى عليهم المصريين في مصر. غادرت عقيل البلاد قبل ستة أشهر من المحاكمة، وغادر المصريون الآخرون المحاكمة قبل وقت قصير من صدور الحكم بسبب تدهور الوضع السياسي في مصر. وحوكمت عكال في وقت لاحق غيابيا وحكم عليها بالسجن لمدة خمس سنوات. وبعد صدور الحكم عليها، قالت: "عندما وقعت الثورة، عدت إلى مصر للعمل في مجال حقوق الإنسان والديمقراطية، وأدينت وحكم علي بالسجن خمس سنوات في حين تم تبرئة رجال الشرطة المتهمين بقتل المتظاهرين جميعا لا يمكن أن أقول شيئا أكثر من ذلك.

## معهد التحرير لسياسة الشرق الأوسط
في أكتوبر 2013، انضمت عقيل إلى المؤسسة البحثية معهد التحرير لسياسة الشرق الأوسط كمدير تنفيذي. مقرها في واشنطن العاصمة، وهي منظمة أنشئت حديثا وغير حزبية وغير ربحية مكرسة لفهم ودعم بلدان الشرق الأوسط التي تمر بالتحولات الديمقراطية. وتلتزم هذه المنظمة بإبلاغ صانعي السياسات في الولايات المتحدة والجمهور بالتطورات في هذه البلدان.
تسعى إلى التركيز على الديمقراطيات الناشئة ومناطق الصراع في الشرق الأوسط وشمال أفريقيا بهدف فهم المجتمع والحياة السياسية والاقتصادية من منظور شامل ودقيق. وقد احتفل العالم بالنجوم الصاعدة لثورات «الربيع العربي»، وأعربت عن تقديره لمساهماتها في إحداث التغيير، ولكن العديد من البلدان الأخرى لا تزال غير معترف بها، وتهميش مظالمها أو تجاهلها. وسوف تهدف التحليلات التي تقدمها بشكل خاص إلى ربط أولئك خارج المنطقة بالمعرفة ووجهات النظر المحلية والمساهمة بشكل كبير في الحوار الوطني بشأن الشرق الأوسط، وبالتالي تعزيز سياسة راسخة في المنطقة.

## التعليم
و تحمل عقيل شهادة دكتوراه في الفلسفة في التنمية الدولية من معهد دراسات التنمية، جامعة ساسكس (2005-2009). كما حصلت سابقا على درجة الماجستير في العلوم السياسية مع تخصص في التنمية الدولية من الجامعة الأمريكية بالقاهرة (2003) وبكالوريوس في الاقتصاد (مع مرتبة الشرف) من الجامعة الأمريكية بالقاهرة، مصر (2000).